# Sacrificios humanos (libro)
Sacrificios humanos es un libro de cuentos de la escritora ecuatoriana María Fernanda Ampuero, publicado en 2021 por la editorial Páginas de Espuma. La obra cuenta con doce relatos y explora a través del terror cotidiano temáticas como la violencia, la desigualdad, la crueldad humana, la migración y la indiferencia social. El título de la obra hace referencia a los sacrificios humanos que, de acuerdo a Ampuero, el sistema capitalista exige como «ofrenda para acallar al dios del dinero».
La obra fue bien recibida por la crítica, tanto su versión en español como en otros idiomas. Entre los reconocimientos que obtuvo estuvieron el segundo lugar en el Premio Tigre Juan de 2021 y el premio del Instituto Italo - Latino Americano a la mejor traducción italiana. Su versión en inglés fue además elegida por el periódico The New York Times como uno de los diez mejores libros de terror del año.
El libro ha sido traducido a idiomas como el inglés, el portugués y el italiano.

## Contenido
La obra está compuesta por doce relatos cuyos títulos están formados por una sola palabra cada uno. Los cuentos del libro son los siguientes:
| Título         | Sinopsis |
| -------------- | --- |
| «Biografía»    | Una mujer migrante indocumentada, desesperada por conseguir un trabajo, recibe una propuesta de un hombre que vive en un área remota del país de que lo ayude a escribir la historia de su vida. La protagonista acepta y viaja hasta la casa del hombre, pero pronto descubre la perversidad del sujeto y se ve obligada a buscar la forma de sobrevivir la noche.  |
| «Creyentes»    | Cuento protagonizado por una niña de clase alta que vive en un país que desciende en el caos a causa de una ola de protestas. Un día decide espiar a los dos hombres blancos misioneros que rentaban un cuarto en su casa, sin sospechar que descubriría que las prácticas religiosas de los misioneros eran mucho más perturbadoras de lo que parecían.             |
| «Silba»        | Una mujer que escucha un extraño silbido termina condenada a un matrimonio insatisfactorio y abusivo. Aunque sus pesares parecen haber sido causados por el silbido sobrenatural, quizás fueron sus propias decisiones las que la sentenciaron. |
| «Elegidas»     | Un grupo de muchachas que habían sido marginadas por su aspecto físico, deciden ir al cementerio en que poco tiempo antes habían sido enterrados varios surfistas. Juntas inician una celebración que pronto toma tintes ritualísticos. |
| «Hermanita»    | Una niña con sobrepeso se odia a sí misma por las constantes críticas de su familia hacia su apariencia física y las comparaciones que hacen con su prima, quien, a diferencia de ella, es delgada. Pronto se vuelven amigas de una chica con la que tienen una pijamada, sin sospechar que una serie de sucesos las llevaría esa noche a convocar un fantasma.      |
| «Sanguijuelas» | Un niño escucha a su madre y amigas referirse con asco hacia un niño que había nacido con una deformidad, repugnancia provocada tanto por su físico como por su gusto hacia las sanguijuelas. Aunque las madres intentan mostrarse agradables frente a la familia del niño deforme, el resto de niños termina reproduciendo los prejuicios de sus progenitoras.      |
| «Invasiones»   | En una ciudad en proceso de crecimiento, una familia se asienta en un barrio que poco a poco se comienza a llenar de insectos y donde personas de clase baja empiezan a tomarse terrenos para construir casas. |
| «Pietá»        | A través del flujo de consciencia de una empleada doméstica, se recuenta cómo crio al hijo de la familia para la que trabajaba y el cariño que llega a sentir por él, hasta el punto de ponerse de su lado cuando comete un crimen atroz. |
| «Sacrificios»  | Una pareja de casados se extravía en un estacionamiento. La situación pronto lleva a ambos a exasperarse y a discutir mientras intentan salir del laberinto en el que han quedado atrapados, todo sin sospechar que un minotauro los acecha. |
| «Edith»        | Una mujer que sufre a causa de un esposo maltratador busca momentos para escabullirse y poder reunirse con su amante, aún sabiendo que sus ausencias dejan a sus propias hijas a merced del abuso de su esposo. |
| «Lorena»       | Recuento ficionalizado de la historia de John y Lorena Bobbitt, una pareja conformada por un estadounidense y una ecuatoriana. Lorena, quien migró a Estados Unidos, sufre abusos y torturas durante años a manos de su esposo. |
| «Freaks»       | Relato narrado en infinitivo que sigue la historia de un niño víctima de bullying constante por parte de sus hermanos, quienes lo tratan como si fuera una niña. Como única forma de escape, el protagonista decide proteger a un infante que nació con un tipo de enfermedad, por lo que vuelve al circo en el que lo había encontrado y juntos emprenden una fuga. |

## Escritura

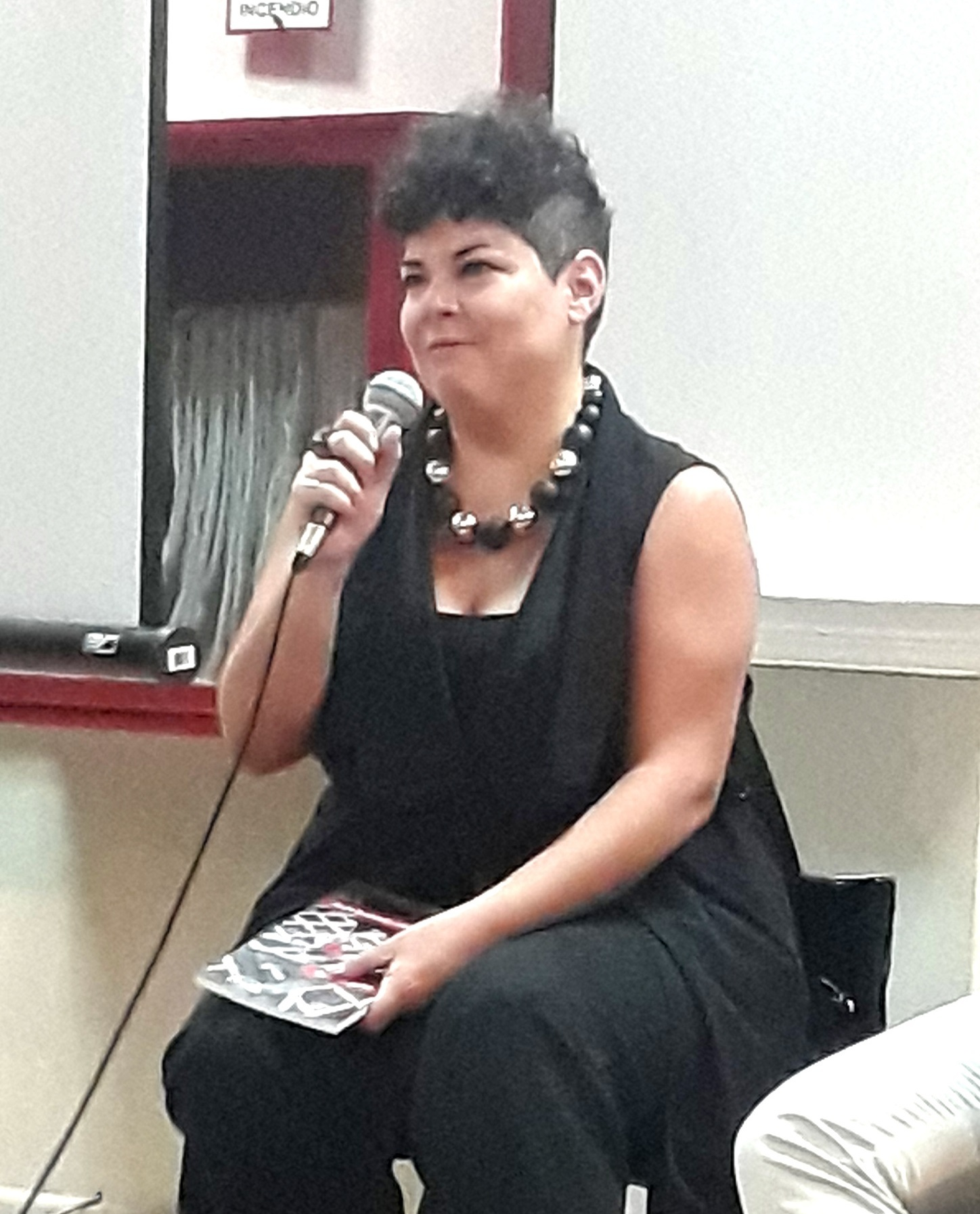
María Fernanda Ampuero en 2018.

Ampuero escribió la obra en 2020, durante un periodo en que se encontraba en un estado emocional difícil debido a los estragos que la pandemia de COVID-19 estaba teniendo sobre Guayaquil, su ciudad natal, y su propio estado de aislamiento. Entre julio y septiembre escribió «Biografía», primer cuento del libro, y, tras enviárselo al editor de Páginas de Espuma y recibir su apoyo, continuó escribiendo el resto de relatos, que de acuerdo a Ampuero estuvieron basados en su mayoría en ideas que había tenido años antes.
Entre las influencias que inspiraron el libro se encuentran las obras de Stephen King y películas de cine de terror, como Alien: el octavo pasajero (1979). El cuento «Sacrificios», en particular, fue inspirado por el relato «La casa de Asterión» (1947), de Jorge Luis Borges, y por la película Revolutionary Road (2008).  Otras fuentes incluyeron la Biblia, en el caso de «Edith», que reimagina la historia de la esposa de Lot; la historia de John y Lorena Bobbitt, para «Lorena»; y el cuento «Casa tomada» (1951), de Julio Cortázar, así como el propio padre de Ampuero, para «Invasiones». Otro relato basado en un hecho real fue «Biografía», que toma elementos de un suceso que le ocurrió a la autora durante su tiempo como migrante en España cuando fue encerrada durante una noche por un hombre que la había contactado para escribir una historia.
En cuanto al título de la obra, Ampuero afirmó en una entrevista que, aunque el nombre de Sacrificios humanos puede evocar los asesinatos ritualísticos de civilizaciones como la azteca, en el libro quería abordar los sacrificios modernos de personas que son entregadas como «ofrenda para acallar al dios del dinero» por el capitalismo, como por ejemplo los migrantes, quienes al igual que en los sacrificios de antaño suelen ser «los mejores de su pueblo o de su familia», y que terminan siendo víctimas de la crueldad humana.

## Recepción
La obra fue bien recibida por la opinión crítica. El periódico estadounidense The New York Times incluyó la traducción al inglés del libro en su lista de los diez mejores libros de terror del año y caracterizó sus relatos como «rápidos, feroces e implacablemente brutales» y «el equivalente literario de un álbum de death metal feminista». La obra fue además finalista del Premio Tigre Juan, en su edición de 2021, y ganó el premio del Instituto Italo - Latino Americano a la mejor traducción de un libro en español al italiano, que le fue otorgado a la traductora del libro, Francesca Lazzarato, y cuyo jurado afirmó que, en su versión traducida, la obra impresionaba «por su poética y exactitud» y por su prosa «áspera e insistente».
La reseña de la revista Letralia, escrita por Aníbal Fernando Bonilla, elogió la obra y la caracterizó como «libro punzante» y «propuesta descarnada», con relatos que «supuran dolor y estremecen la armonía interior». De forma específica, Bonilla se refirió a la brutalidad del libro y las realidades sociales que retrata. Este aspecto también fue señalado en la reseña del periódico argentino Clarín, que lo comparó positivamente en ese ámbito con la obra anterior de Ampuero, Pelea de gallos (2018). El escritor ecuatoriano Eduardo Varas, por su lado, aseguró que Sacrificios humanos era superior a esa obra, debido a que, de acuerdo de Varas, el nuevo libro se circunscribía de forma más plena en el género del terror y se desmarcaba de «cualquier sentido de denuncia». Natalia Mera, en un artículo del sitio web Latin American Literature Today, fue aún más positiva en su apreciación y afirmó que los cuentos del libro «te ahogan. Te lanzan por un abismo sin preguntarte y ella [Ampuero] te acompaña hasta el inicio de las civilizaciones».
Su traducción al inglés también fue bien recibida. La reseña de la revista Publishers Weekly destacó la forma en que Ampuero aborda el dolor y la desesperación de sus personajes y calificó sus relatos como «viscerales» y «difíciles», a la vez que poblados de «una gran dosis de humanidad». La revista de crítiva Kirkus Reviews también se refirió positivamente al libro y definió sus cuentos como «historias aterradoras que dejan al descubierto la brutalidad del patriarcado y la violencia que ejerce sobre mujeres y niños». La escritora Caren Gussoff, en una reseña publicada en Locus Magazine, alabó la colección y la «devastación» que sus temáticas pueden despertar en el lector. Y aunque Gussoff señaló que leer el libro podía ser desafiante debido a la violencia y desesperación que encierra, también indicó que cada historia creaba una faceta más del «sacricifio» universal de los personajes, que los convertía en identificables y volvía a libro una obra importante. El escritor y crítico literario Gabino Iglesias, por su lado, calificó el libro como una de las mejores colecciones de cuentos del año, de una escritura «magnífica» y poseedor de un «aluvión aparentemente interminable de ideas». En particular, Iglesias señaló a «Hermanita» como su historia preferida y destacó también a «Biografía», «Creyentes» y «Elegidas».